# Unikameralismus

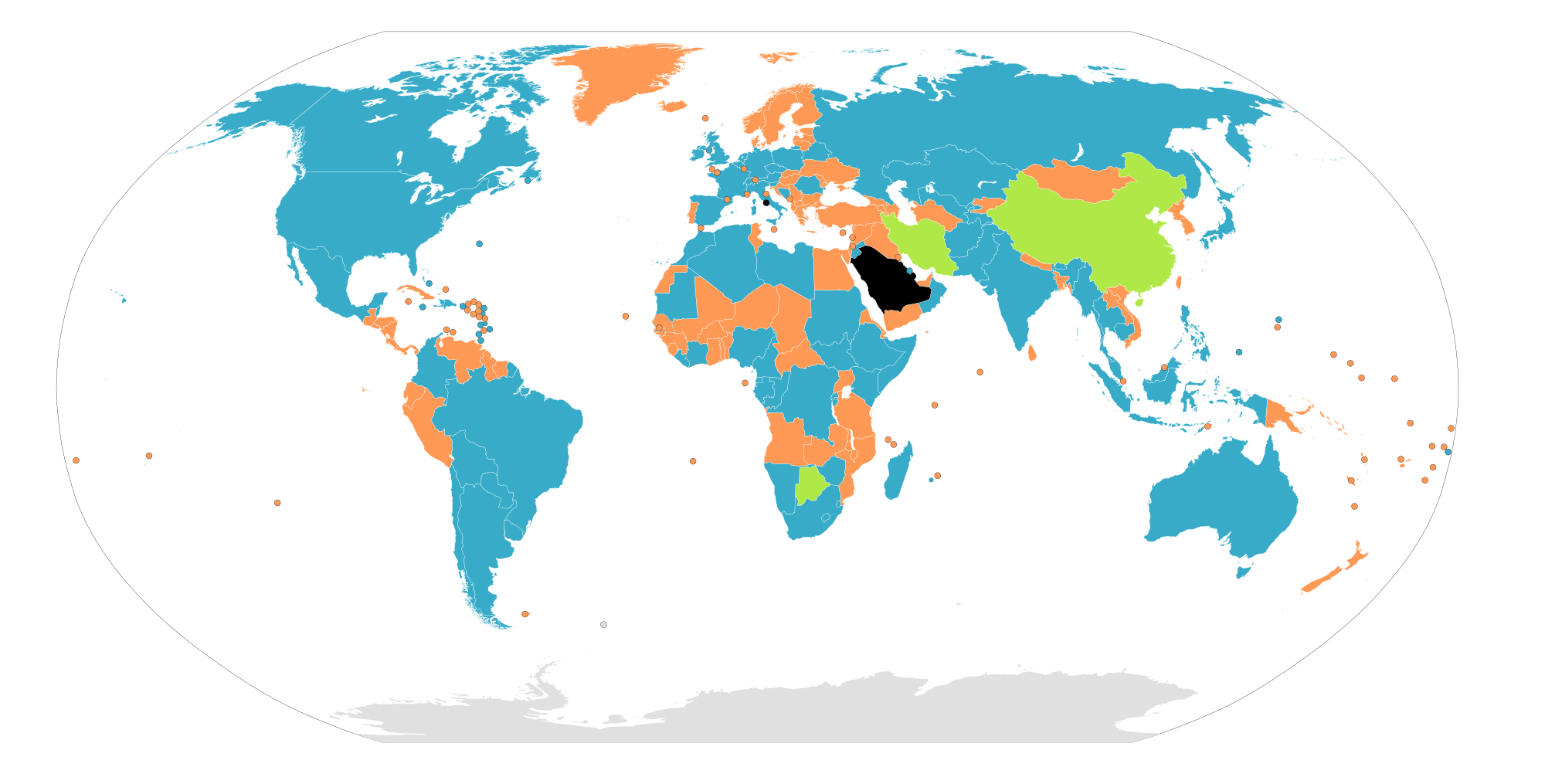
Státy s unikamerálním parlamentem.
Státy s bikamerálním parlamentem.
Státy bez parlamentu.

Unikameralismus neboli jednokomorovost označuje typ parlamentu, který je tvořen jen jednou komorou – přijetí rozhodnutí, respektive zákona tedy není závislé na druhé části, ale pouze na další instanci, jako například na podpisu prezidenta. Jistým opakem je bikameralismus (dvoukomorovost či dvoukomorový parlament), který se často skládá z poslanecké sněmovny a senátu jakožto kontrolního orgánu a pojistky kvality zákonů. Toto členění však není platné zdaleka všude a je závislé především na politické kultuře a tradici dané země. Jednokomorový parlament mají například v Dánsku, Izraeli, Maďarsku, na Slovensku a ve Švédsku.

## Definice unikameralismu
Pojem unikameralismus, jenž vznikl z latinských slov uni (jedna) a camera (komora), označuje typ parlamentu, který se skládá z jedné komory, která tak drží většinu zákonodárné moci s pouze slabými omezeními (tím může být např. právo veta hlavy státu). Určitým protikladem unikameralismu je bikameralismus, kde je parlamentní moc naopak rozdělena mezi dvě parlamentní komory.
Z velké části se tento koncept politického systému vyskytuje v unitárních a zároveň kulturně homogenních státech, kde z pohledu řízení země neexistuje či není brána v potaz silná potřeba zastoupení většího počtu zájmových skupin, jako je tomu například v heterogenních státech s vysokou populací či státech s velkým počtem menšinových skupin. Tomuto argumentu ale odporuje např. fungování unikamerálního systému v Číně jako státě s nejvyšším počtem obyvatel na světě. Velmi ojediněle je unikameralismus viděn v souvislosti s federalizovanými či regionálními státy, ve kterých vzniká potřeba zastoupení skupin ze všech oblastí dané země v centrálním parlamentním orgánu, k čemuž se v bikamerálním systému využívá právě jedna z komor (např. Senát ve Francii zastupující jednotlivé departementy). Příkladem unikameralismu ve federalizovaném státu mohou být např. Federativní státy Mikronésie. Vedle těchto faktorů je typ parlamentního uspořádání ovlivněn také historickým vývojem daných států a historickými okolnostmi jeho formování.
V Evropě se systém jednokomorového parlamentu vyskytuje převážně v její severní (např. Švédsko, Finsko) a východní (např. Ukrajina, Srbsko, Řecko, Slovensko) části. V západní Evropě se unikameralismus vyskytuje v Portugalsku a Lucembursku. Celkově je v Evropě unikameralismus na národní úrovni užíván v 68 % zemí, globálně pak v cca 60 %.

## Výhody a nevýhody unikameralismu v porovnání s bikameralismem
Otázka, kdy, zda a za jakých podmínek je pro stát výhodnější unikameralismus než bikameralismus a naopak, nebyla jednoznačně zodpovězena a vedou se kolem ní rozsáhlé debaty. Významněji se jí zabývali například J. S. Mill, Karl Loewenstein, Jean Blondel či Arend Lijphart. Jako jeden z hlavních argumentů pro jednokomorový systém používají jeho zastánci argument nedělitelnosti moci, kdy jedna komora parlamentu zastupuje národ jako celek obývající danou zemi, přičemž příslušnost k danému státu je důležitější než existující rozdíly mezi občany navzájem. Národ je viděn jako jednotná entita, nemá tedy smysl rozdělovat jeho vůli na komory dvě. Podle Jana Kysely je toto porozumění nedělitelnosti národa navazováním na Rousseauovu ideu obecné vůle, která předpokládá nemožnost dělitelnosti vůle občanů, ta je totiž vždy jednotná. Francouzský politolog Jean Cluzel označuje toto pojetí demokracie za demokracii absolutistickou. Jednokomorový parlament je díky větší transparentnosti také více přímo občanům odpovědný za svá rozhodnutí, tato rozhodnutí díky absenci dalšího projednávání druhou komorou také činí rychleji a schválené zákony tak účinněji vstupují v platnost. S tímto postupem také souvisí předpokládaná větší důvěra voličů ve fungování parlamentu, jehož výsledky častěji a rychleji vidí.
Naopak nejvýraznějším argumentem zastánců bikamerálního uspořádání je systém kontroly moci, kdy jedna komora má pravomoc účinně kontrolovat činnost a rozhodování komory druhé, což funguje jako pojistka proti zneužití svěřené zákonodárné moci. S tím souvisí kontrola navrhovaných zákonů větším počtem poslanců, což umožňuje jejich účinnější kontrolu a zvyšuje pravděpodobnost zastavení přijetí nedokonalých zákonů. Druhá komora parlamentu zde slouží jako institucionální pojistka proti zneužití moci. Tento argument prosazuje například slovenský teoretik Daniel Lipšic. Dvoukomorový systém má také větší možnost pokrýt zájmy více rozdílných skupin obyvatel. V tomto uspořádání se také díky rozdílným termínům voleb do obou komor snižuje riziko ovládnutí parlamentu jednou stranou, která v daném období zažívá výrazný nárůst v preferencích voličů, což by dále posilovalo riziko zneužití moci. Podle Daniela Lipšice je zde také možná účinnější dělba práce mezi komorami a větší odolnost vůči tlakům lobbistů.

## Příklady unikamerálních legislatur
Konkrétní fungování unikamerálních parlamentů je zde ukázáno na příkladech Slovenska jako zástupce východní Evropy, Finska jako představitele severní Evropy a Surinamu jako příkladu jednokomorového parlamentu mimo území Evropy.

### Slovensko
Na Slovensku funguje unikamerální systém již od počátku existence slovenského státu v roce 1993. Parlament s názvem Národní rada Slovenské republiky sestává ze 150 poslanců volených na čtyři roky systémem poměrného zastoupení ve všeobecných volbách. Poslanci se mohou stát občané Slovenska starší 21 let způsobilí k právním úkonům.
Vedle projednávání a schvalování zákonů patří mezi pravomoci Národní rady schvalování mezinárodních smluv, státního rozpočtu či vyhlášení referenda. Zákonodárnou iniciativu na Slovensku mají výbory, vláda a poslanci, o zákonu se debatuje ve třech čteních. Pro přijetí zákona je potřeba souhlasu většiny poslanců, po přijetí může být ale parlamentu navrácen prezidentem republiky. V takovém případě se o zákonu hlasuje znovu, k jeho přijetí dochází v případě souhlasu nadpoloviční většiny všech poslanců.
Vláda je parlamentu odpovědná, ten může jí či jednotlivým poslancům vyslovit nedůvěru, schvaluje státní rozpočet a programové prohlášení vlády.

### Finsko
Jednokomorový parlament, ve Finsku nazývaný Eduskunta, sestává z 200 poslanců volených na čtyři roky proporcionálním systémem ve všeobecných, rovných a tajných volbách. Aktivní i pasivní volební právo mají všichni finští občané nad 18 let (s několika výjimkami, jako jsou např. nesvéprávné osoby, do parlamentu také nemohou být voleni občané v aktivní vojenské službě či na jiných vysokých pozicích).
Finská Eduskunta má nad vládou silnou kontrolní pravomoc. Stačí souhlas pouhých 10 % z celkových 200 poslanců, aby byla vláda interpelována. V poslední době spíše dochází k oslabení parlamentu, neboť dochází ke koncentraci moci ve stranách a charizmatických leaderech. 

### Surinam
Surinam je země ležící v Jižní Americe, která byla od roku 1667 do roku 1954 pod koloniální správou Nizozemí. V roce 1987 byla zavedena nová Ústava, která zavedla unikamerální systém, kde v čele výkonné moci stojí prezident. Národní shromáždění se skládá z 51 křesel, které má proporční zastoupení v rámci 10 oblastí. Tyto oblasti jsou různé co se velikosti regionu, počtu obyvatel a velikosti elektorátu týče. Tento fakt také znevýhodňuje menší regiony oproti těm větším. 

## Současný vývoj
V posledních desetiletích, zhruba od konce 80. let 20. století, můžeme pozorovat pozvolný nárůst počtu unikamerálních uspořádání na úkor systémů bikamerálních – v roce 1980 byl počet obou typů parlamentů ve světovém měřítku vyrovnaný, dnes poměrem 6:4 převládá systém jednokomorový. Vývoj směrem od bikameralismu ale není zcela jednoznačný, neboť zhruba v polovině tohoto období, v roce 1997, činil podíl unikamerálních legislatur více než 65 % a od té doby se opětovně snižoval. Mezi zeměmi, které v posledních letech změnily svůj systém z dvoukomorového na jednokomorový můžeme nalézt Island (1991), Středoafrickou republiku (1993) či Chorvatsko (2001). Oproti pěti státům, které se vzdaly bikamerálního uspořádání ve prospěch uspořádání unikamerálního, jich ale dvanáct provedlo obrat opačným směrem.

## Seznam zemí s unikamerálním parlamentem
Tabulka pochází z článku Unicameralism versus Bicameralism Revisited The Case of Romania, stav k roku 2014.
| Afrika            | Afrika                         | Amerika                   | Amerika                | Asie                    | Asie           | Evropa            | Evropa              | Oceánie             | Oceánie        |
| Unikameralismus   | Bikameralismus                 | Unikameralismus           | Bikameralismus         | Unikameralismus         | Bikameralismus | Unikameralismus   | Bikameralismus      | Unikameralismus     | Bikameralismus |
| ----------------- | ------------------------------ | ------------------------- | ---------------------- | ----------------------- | -------------- | ----------------- | ------------------- | ------------------- | -------------- |
| Angola            | Alžírsko                       | Anguilla                  | Argentina              | Bangladéš               | Afghánistán    | Albánie           | Belgie              | Guam                | Americká Samoa |
| Benin             | Botswana                       | Aruba                     | Bahamy                 | Čína                    | Bahrajn        | Andorra           | Bělorusko           | Kiribati            | Austrálie      |
| Burkina Faso      | Burundi                        | Kajmanské ostrovy         | Barbados               | Indonésie               | Bhútán         | Arménie           | Bosna a Hercegovina | Marshallovy ostrovy | Fidži          |
| Čad               | Konžská demokratická republika | Kostarika                 | Belize                 | Irák                    |                | Ázerbájdžán       | Česko               | Mikronésie          | Palau          |
| Džibutsko         | Egypt                          | Kuba                      | Bermudy                | Írán                    | Filipíny       | Bulharsko         | Francie             | Nauru               |                |
| Eritrea           | Etiopie                        | Ekvádor                   | Bolívie                | Izrael                  | Indie          | Chorvatsko        | Irsko               | Nový Zéland         |                |
| Gambie            | Gabon                          |                           | Brazílie               | Jižní Korea             | Japonsko       | Kypr              | Itálie              | Papua Nová Guinea   |                |
| Ghana             | Jihoafrická republika          | Salvador                  | Dominikánská republika | Katar                   | Jemen          | Dánsko            | Německo             | Samoa               |                |
| Guinea            | Jižní Súdán                    | Guatemala                 | Grenada                | Kuvajt                  | Kambodža       | Estonsko          | Nizozemsko          | Šalomounovy ostrovy |                |
| Guinea-Bissau     | Keňa                           | Guyana                    | Haiti                  | Kyrgyzstán              | Kazachstán     | Finsko            | Polsko              | Tonga               |                |
| Kamerun           | Konžská republika              | Honduras                  | Chile                  | Laos                    | Malajsie       | Řecko             | Rakousko            | Tuvalu              |                |
| Kapverdy          | Lesotho                        | Nikaragua                 | Jamajka                | Libanon                 | Omán           | Maďarsko          | Rumunsko            | Vanuatu             |                |
| Komory            | Libérie                        | Panama                    | Kanada                 | Maledivy                | Pákistán       | Island            | Rusko               |                     |                |
| Libye             | Madagaskar                     | Peru                      | Kolumbie               | Mongolsko               | Tádžikistán    | Kosovo            | Spojené království  |                     |                |
| Malawi            | Maroko                         | Svatý Vincenc a Grenadiny | Mexiko                 | Nepál                   | Thajsko        | Litva             | Španělsko           |                     |                |
| Mali              | Mauritánie                     | Surinam                   | Paraguay               | Saúdská Arábie          | Uzbekistán     | Lichtenštejnsko   | Švýcarsko           |                     |                |
| Mauricius         | Namibie                        | Venezuela                 | Portoriko              | Severní Korea           |                | Lotyšsko          |                     |                     |                |
| Mosambik          | Nigérie                        |                           | Spojené státy americké | Singapur                |                | Lucembursko       |                     |                     |                |
| Niger             | Rwanda                         |                           | Svatá Lucie            | Spojené arabské emiráty |                | Severní Makedonie |                     |                     |                |
| Pobřeží slonoviny | Somálsko                       |                           | Trinidad a Tobago      | Srí Lanka               |                | Malta             |                     |                     |                |
|                   | Súdán                          |                           | Uruguay                | Sýrie                   |                | Moldavsko         |                     |                     |                |
| Rovníková Guinea  | Svazijsko                      |                           |                        | Čínská republika        |                | Černá Hora        |                     |                     |                |
| Senegal           | Tunisko                        |                           |                        | Timor                   |                | Norsko            |                     |                     |                |
| Sierra Leone      | Zimbabwe                       |                           |                        | Turkmenistán            |                | Portugalsko       |                     |                     |                |
| Tanzanie          |                                |                           |                        | Vietnam                 |                | San Marino        |                     |                     |                |
| Togo              |                                |                           |                        |                         |                | Srbsko            |                     |                     |                |
| Uganda            |                                |                           |                        |                         |                | Slovensko         |                     |                     |                |
| Zambie            |                                |                           |                        |                         |                | Slovinsko         |                     |                     |                |
|                   |                                |                           |                        |                         |                | Švédsko           |                     |                     |                |
|                   |                                |                           |                        |                         |                | Turecko           |                     |                     |                |
|                   |                                |                           |                        |                         |                | Ukrajina          |                     |                     |                |